# UFC 240
UFC 240: Holloway vs. Edgar fue un evento de artes marciales mixtas producido por Ultimate Fighting Championship que tuvo lugar el 27 de julio de 2019 en el Rogers Place en Edmonton, Alberta, Canadá.

## Historia
Un combate por el Campeonato de Peso Pluma de UFC entre el actual campeón, Max Holloway, y el excampéon de peso ligero de UFC, Frankie Edgar, sirvió como la pelea estelar del evento. Ambos habían sido programados para enfrentarse en dos oportunidades anteriormente, primero en UFC 218 y luego en UFC 222, sin embargo ambos combates fueron cancelados por lesiones.
La excampeona de peso gallo de Invicta FC, Lauren Murphy, fue programada inicialmente para enfrentar a Mara Romero Borella en el evento. Sin embargo, el 20 de julio, los oficiales decidieron mover el combate una semana para el evento UFC on ESPN: Covington vs. Lawler.
Tanner Boser tenía previsto enfrentar a Giacomo Lemos en el evento; sin embargo, el 25 de julio de 2019 se informó que la pelea fue cancelada debido a que Lemos dio positivo por una sustancia prohibida no especificada.
Alexander Volkanovski pesó 144.5 libras para optar por un posible reemplazo en el evento estelar por si Max Holloway o Frankie Edgar no daban el peso o en caso de que alguno sufriera alguna lesión.

## Resultados
1. ↑  Por el Campeonato de Peso Pluma de UFC.

## Premios extra
Los siguientes peleadores recibieron $50,000 en bonos:
- Pelea de la Noche: Deiveson Figueiredo vs. Alexandre Pantoja
- Actuación de la Noche: Geoff Neal y Hakeen Dawodu